# Hirtodrosophila chandleri
Hirtodrosophila chandleri är en tvåvingeart som först beskrevs av David Grimaldi 1988.  Hirtodrosophila chandleri ingår i släktet Hirtodrosophila och familjen daggflugor.
Artens utbredningsområde är Sri Lanka. Inga underarter finns listade i Catalogue of Life.